# Christopher Vane (10e baron Barnard)
Pour les articles homonymes, voir Christopher Vane et Vane (homonymie).
Christopher William Vane, 10e baron Barnard (28 octobre 1888 - 19 octobre 1964) est un pair et officier militaire britannique.

## Éducation
Lord Barnard est né le 28 octobre 1888, deuxième fils de Henry de Vere Vane (9e baron Barnard) et de Catharine Sarah Cecil, fille du 3e marquis d'Exeter au château de Barnard dans le comté de Durham.
Suivant les traces de son père, il fréquente le Collège d'Eton mais contrairement à beaucoup de ses ancêtres, il étudie au Trinity College de l'Université de Cambridge pour un BA plutôt que de fréquenter l'Université d'Oxford. C'est à Cambridge qu'il rejoint la franc-maçonnerie, étant initié à Isaac Newton University Lodge.

## Carrière

### Militaire
Après avoir obtenu son diplôme, il entre dans les forces armées, participant à la Première Guerre mondiale comme major dans le Westmorland et le Cumberland Yeomanry au cours desquels il reçoit la Croix militaire et est blessé au combat à deux reprises. Son frère aîné, Henry Cecil Vane, héritier de la baronnie de Barnard, sert également pendant la Grande Guerre  mais est blessé et est décédé de ces blessures peu de temps après laissant son frère cadet héritier du titre de baron Barnard.
En 1922, Lord Barnard obtient le grade de major dans le 6e bataillon de la Durham Light Infantry et sert dans le bataillon jusqu'en 1931.

### Civile
À sa retraite des forces armées, Lord Barnard occupe un certain nombre de postes, principalement au service du comté de Durham. Entre 1920 et 1963, il est Master et, par la suite, Joint Master du Zetland Hunt et entre les années 1958 et 1964 Lord Lieutenant de Durham. Il est commissaire de comté pour la Durham Boy Scouts Association. C'est un horticulteur passionné.
Il est membre du club Brooks et réside au château de Raby. Contrairement à son père, il ne garde pas la maison de saison à Londres au 20 Belgrave Square.
En 1930, il est nommé Commandeur de l'Ordre de Saint-Michel et Saint-Georges et obtient le grade honorifique de colonel au service du 6e bataillon de l'infanterie légère de Durham, son ancienne unité. Il est officier de l'Ordre de l'Empire britannique en 1955.

## Mariage et descendance
Le 14 octobre 1920, il épouse Sylvia Mary Straker la fille d'Hubert Straker, à St Agatha's, Gilling West, et a trois enfants : 
- Rosemary Myra Vane (1921-1999)
- John Vane (11e baron Barnard) (1923-2016)
- Gerald Raby Vane (né en 1926)[1]

En 1964, il renonce à la Lord Lieutenance du comté de Durham. Il démissionne de la présidence de la County Territorial Army et Air Force Association. Il est décédé le 19 octobre 1964 à l'infirmerie Royal Victoria de Newcastle upon Tyne.